# Dasypus bellus
Dasypus bellus es una especie extinta de armadillo de la familia Dasypodidae que existió en Norte y Suramérica durante el Plioceno y Pleistoceno. La especie vivió desde hace 1,8 millones de años hasta hace 11 000 años.
Era ligeramente más grande que la especie relacionada, el armadillo de nueve bandas (Dasypus novemcinctus). Sus fósiles se han hallado desde Bolivia, Argentina y Brasil hasta los estados estadounidenses de Florida, Nuevo México, Iowa e Indiana.